# 一億円拾得事件
一億円拾得事件（いちおくえんしゅうとくじけん）は、1980年4月25日に東京都中央区銀座で一般人が1億円を拾った事件。2025年現在も金の落とし主は不明のままとなっている。

## 概要
1980年4月25日、トラック運転手である大貫久男（おおぬき ひさお、1938年 - 2000年12月2日）が東京都中央区銀座3丁目の道路脇で日本銀行の梱包のままビニール袋に入っていた現金1億円入りの風呂敷包みを発見。拾得物として警察に届け出た。
このことが全国に報道され、大貫は一躍時の人になった。一方で自宅には電話や手紙が殺到し脅迫も受けたため、警備員を雇って11日間、自宅を警備した。同年9月には17年勤務した金物会社も退職。
落とし主が現れなかったため旧遺失物法に基づき6ヶ月（当時。2007年12月以降は原則3ヶ月）の届け出期間を経て同年11月9日、全額の所有権を取得。11月11日、1億円を受け取った。うち所得税法第34条による一時所得として所得税約3,400万円を納付した。当時脅迫やいやがらせを受けており、受理の際は日課の早朝ジョギングを装って自宅を出発し、防弾チョッキで身を固めていた。
その後、大貫は1981年にトラック運転手として再就職し、1982年に日本テレビのバラエティ番組『テレビに出たいやつみんな来い!!』の準レギュラーとして出演したりもした。1982年には拾得した1億円のうち3,690万円でマンションを購入したことが報じられた。1989年に川崎市高津区の竹やぶで2億円を拾われる事件（竹やぶ騒動）が起きたときに、「拾得物評論家」としてマスコミに登場したこともある。
この事件をきっかけに、4月25日を「拾得物の日」としている。
1981年9月7日には、テレビ朝日系列ドラマ「ドラマ・人間」でこの事件をモデルにした『大貫久男氏、1億円拾得事件の真相』が坂上二郎の主演で放送された。本人も出演している。
また、大貫の姪孫である大貫幹枝はよしもとクリエイティブ・エージェンシーのお笑いコンビ、夫婦のじかんのメンバーとして活動している（元・タカダ・コーポレーション）。

## 落とし主をめぐる考察
物証としては以下のものがあった。
- 日本銀行の検印の日付は1979年12月13日及び1979年12月14日[8]
- ビニール袋の上から包んでいた新聞紙は日本経済新聞と株式新聞で日付は拾得前日の1980年4月24日[8]
- 風呂敷は20年以上も昔の古い物[8]
- 風呂敷から指紋が検出

企業の裏金、政界の裏金、相場資金、麻薬取引金など犯罪と関連があるために、落とし主として名乗り出ると資金の出処を警察に明かさなくてはならないために、名乗り出られなかったのではないかと噂された。
具体的に名前が取り沙汰された人物やグループには以下の通りである。
- 佐川清[10]
- 玉置和郎[12]
- 加藤暠[13]